# Rainer Herberger
Rainer Herberger (* 10. Juli 1939 in Frankenberg/Sa.; † 3. Juni 2013 in Leipzig) war ein deutscher Musikpädagoge.

## Leben
Rainer Herberger besuchte die Grundschule und anschließend die Oberschule in Frankenberg/Sa. Nach dem Abitur 1957 folgte das Studium der Musikerziehung und Germanistik an der Philosophischen Fakultät der Karl-Marx-Universität Leipzig (KMU). Mit dem Staatsexamen 1962 für das Lehramt an den zehnklassigen polytechnischen Oberschulen begann er seine Tätigkeit als Musik- und Deutschlehrer sowie als Chorleiter an der Oberschule III in Annaberg-Buchholz. Mit dem Staatsexamen (extern) 1962 wurde die Lehrbefähigung für Musikerziehung an den 12-klassigen Oberschulen erweitert. 1965 begann Rainer Herberger seine Tätigkeit als Wissenschaftlicher Assistent am Institut für Musikwissenschaft der Philologischen Fakultät an der KMU Leipzig.
Der Berufung zum Hochschuldozenten im Jahre 1980 folgte am 1. September 1988 die Berufung als o. Professor für Theorie und Methodik der Musikerziehung an der Sektion Kultur- und Kunstwissenschaften der KMU Leipzig.
Nach der Rückkehr der Universität Leipzig zur klassischen Struktur mit Fakultäten und Instituten zum Ende des Jahres 1993 lehrte Rainer Herberger bis 1999 als Professor für Theorie und Methodik der Musikerziehung am Institut für Musikpädagogik an der Fakultät für Geschichte, Kunst- und Orientwissenschaften. Seine Hochschullehrertätigkeit wurde durch Studien- und Vortragsreisen u. a. in die Schweiz (1988) sowie in die Vereinigten Staaten von Amerika (1996) ergänzt. Mit der Versetzung an die Hochschule für Musik und Theater „Felix Mendelssohn Bartholdy“ Leipzig fungierte er von 1999 bis 2001 als Leiter der Fachrichtung Schulmusik. Die Abberufung zum 31. August 2001 erfolgte auf eigenen Wunsch mit der Versetzung in den vorfristigen Ruhestand.
Am 3. Juni 2013 verstarb Rainer Herberger nach längerer Krankheit im Alter von 73 Jahren in Leipzig.

## Qualifikationen
- Promotion A zum Dr. phil. am 25. März 1970 an der Sektion Kulturwissenschaften und Germanistik der KMU Leipzig.
- Facultas Docendi am 1. April 1978 für das Fachgebiet Theorie und Methodik der Musikerziehung.
- Promotion B zum Dr. sc. paed. am 4. Juli 1979 auf Beschluss des Senats der KMU Leipzig.
- Umwandlung der Graduierung in Dr. paed. habil. durch Senat der Universität Leipzig mit Urkunde vom 1. April 1991.

## Mitgliedschaften/Funktionen
- 1975–1990 Mitglied des Verbandes der Komponisten und Musikwissenschaftler der DDR
- 1980–1990 Mitglied des Präsidiums des Nationalen Zentrums für Musikerziehung der DDR
- ab 1981 Mitglied des Council for Research in Music (CRME)
- 1986–1990 Mitglied der Akademie der Pädagogischen Wissenschaften der DDR zu Berlin
- ab 1990 Mitglied und Mitbegründer des Verbandes der Musikpädagogen (VMP)
- ab 1991 Mitglied im Arbeitskreis Musikpädagogische Forschung (AMPF), Bundesfachgruppe für Musikpädagogik
- 1993–1999 Geschäftsführender Direktor des Institutes für Musikpädagogik an der Fakultät für Geschichte, Kunst- und Orientwissenschaften der Universität Leipzig
- 1999–2001 Leiter der Fachrichtung Schulmusik an der Hochschule für Musik und Theater „Felix Mendelssohn Bartholdy“ Leipzig

## Publikationen
- Versuche zur intensiven und effektiven Gestaltung des Musikunterrichts. In: Musik in der Schule 1968 (19) H. 9, S. 381–382.
- Einige Gesichtspunkte für die pädagogische Führung von Schülertätigkeiten im musikalischen Rezeptionsprozess auf der Grundlage einer empirischen Untersuchung in den Klassen 5 bis 10. In: Hella Brock (Hrsg.): Schülertätigkeiten – musikalischer Rezeptionsprozess. Leipzig: KMU Leipzig, FG „Schülertätigkeit“, Forschungsgruppe Musikerziehung, 1977, S. 27–56.
- Verfahrenserkenntnisse zur Befähigung der Schüler auf dem Gebiet der Musik Kunst und Kitsch zu unterscheiden. In: Hella Brock (Hrsg.): Verfahrenserkenntnisse zur Erschließung des Gehalts von Musik. Leipzig: KMU Leipzig, FG „Schülertätigkeit“, Forschungsgruppe Musikerziehung, 1980, S. 35–50.
- mit Siegfried Bimberg, Anita Zuna-Kober u. a. Musik: Klasse 9 und 10. Lehrbuch für die Klassen 9 und 10. Berlin: Verlag Volk und Wissen 1992 und 1996.
- Gedanken zur Musiklehrerausbildung an der Universität. In: Hans-Jürgen Feurich und Gerd Stiehler (Hrsg.): Musikpädagogik in den neuen Bundesländern. Aufarbeitung und Neubeginn (Symposium vom 2.–4. Mai 1996 an der TU Chemnitz-Zwickau). Essen: Verlag Die Blaue Eule, 1996.